# Ефимия (монахиня)
Елена, като монахиня Ефимия, във велика схима Евпраксия, е сръбска благородничка, деспотица от XIV век. 

## Биография
Родена е около 1349 година в областта на град Драма. Тя е дъщеря на кесар Войхна, управител на Драма и властел на цар Стефан Душан. Омъжва се за деспот Иван Углеша, който през последните години на Душановото царство при цар Стефан Урош V владее Сярското княжество прераснало в деспотство. Имат син – Углеша Деспотович, който умира едва на четири години и е погребан в манастира Хилендар, в гроба на дядо си Войхна.
След смъртта на съпруга ѝ в битката при Черномен, деспотица Елена напуска Сяр и се замонашва в Крушевац в двора на княз Лазар и княгиня Милица. Предполага се, че е с 14 години е по-възрастна от Милица. Деспотица Елена разполага със собствени владения в Дебърско и дори сече свои монети. Заедно с Милица склонява Баязид I във Видин след Никополската битка, да бъдат пренесени мощите на света Петка Българска в Крушевац, което и става през 1398 г.
Деспотица Елена е авторка на стихове, гравирани на малък диптих от сребро, който се пази в Хилендар, направен между 1368 и 1371 година, и изпълнени с лирично излияние на майчина любов в кратък текст в памет на детето ѝ. Има съхранени нейна молитва към Исус Христос, стихотворен текст, извезан със златен конец на завесата на царската врата в Хилендар от около 1398/99 г. и „Похвала за княз Лазар“, бродирана на кивота на княжеския покров в манастира Раваница през 1402 г.
Умира около 1405 г. Погребана е в манастира Любостиня, който е и задужбина на княгиня Милица.